# محطة قطار كاف النعجة
محطة كاف النعجة، أو محطة أحمد عظيم، هي محطة قطار جزائرية تقع في بلدية تيزي وزو، ولاية تيزي وزو.

## موقع المحطة في السكك الحديدية
تقع المحطة جنوب مدينة تيزي وزو على الخط الممتد من الجزائر إلى وادي عيسي عبر الثنية، حيث تسبقها محطة تيزي وزو شارع ستيتي، ثم تليها محطة وادي عيسي - الجامعة.

## تاريخ
افتتحت المحطة في 9 يونيو 2017 بعد تمديد خط الثنية إلى وادي عيسي من محطة تيزي وزو إلى محطة وادي عيسي.
في عام 2017، سُميت المحطة بـ«محطة أحمد عظيمي» تكريما لمقاتل سابق في جيش التحرير الوطني الجزائري.

## خدمة الركاب

### الاستقبال
ترتبط محطة قطار تيزي كاف النعجة بتيليفريك تيزي وزو (30 دينارًا للرحلة) ومحطة النقل المتعدد الوسائط للركاب.
تُقدّم سيارات الأجرة الصفراء ما بين الولايات خدماتها في جميع أنحاء الجزائر، بالإضافة إلى حافلات النقل شبه الحضرية والمدن الساحلية في منطقة القبائل البحرية، مثل أزفون وبجاية. كما تُوفّر الحافلات الخاصة رحلات متكررة إلى الجزائر العاصمة وتحديدًا محطة الخروبة.

### الخدمة
تخدم محطة كاف النعجة قطارات على الخط الممتد من الثنية إلى وادي عيسي والتي توفر اتصالات بين الجزائر - وادي عيسي أو الثنية - وادي عيسي .

### الوسائط المتعددة
تعتبر محطة السكة الحديدية جزءًا من محطة كاف النعجة متعددة الوسائط، والتي تشمل محطة تيليفريك تيزي وزو ومحطة الحافلات.

### رَوابط خارجية
- "SNTF". Société nationale des transports ferroviaires (SNTF). مؤرشف من الأصل في 2025-05-31..